# یواس‌آرسی ولکات (۱۸۳۱)
یواس‌آرسی ولکات (۱۸۳۱) (به انگلیسی: USRC Wolcott (1831)) یک کشتی بود که طول آن ۷۳٫۴ فوت (۲۲٫۴ متر) بود. این کشتی در سال ۱۸۳۱ ساخته شد.